# Saint-Germain-Lavolps
Saint-Germain-Lavolps är en kommun i departementet Corrèze i regionen Nouvelle-Aquitaine i de centrala delarna av Frankrike. Kommunen ligger  i kantonen Sornac som tillhör arrondissementet Ussel. År 2022 hade Saint-Germain-Lavolps 101 invånare.

## Befolkningsutveckling
Antalet invånare i kommunen Saint-Germain-Lavolps
Referens:INSEE